# Time Slip
Time Slip – dziewiąty album studyjny południowokoreańskiej grupy Super Junior, wydany cyfrowo 14 października 2019 roku przez SM Entertainment. Był promowany przez singel „Super Clap”. Ukazał się w 10 wersjach fizycznych.
Album został nagrany w dziewięcioosobowym składzie – po powrocie Kyuhyuna z obowiązkowej służby wojskowej. Zawiera wokale Leeteuka, Heechula, Yesunga, Donghae, Shindonga, Eunhyuka, Siwona, Ryeowooka i Kyuhyuna. Sprzedał się w liczbie ponad 434 744 egzemplarzy (stan na styczeń 2020).

## Single promocyjne
Przed oficjalnym wydaniem płyty SM Entertainment wydało kilka singli. „Show” ukazał się 10 października 2019 roku, jest to remake piosenki Kim Won-juna o tym samym tytule z 1996 roku. 17 września ukazał się teledysk do „Somebody New”. 27 września zeespuł udostępnił lyric video do utworu „The Crown”. Czwartym przedpremierowym utworem z płyty był „I Think I”, który został wydany 4 października wraz z teledyskiem.

## Lista utworów
| CD  | CD                                                            | CD                                                                          | CD                                                          | CD                              | CD      |
| Nr  | Tytuł utworu                                                  | Tekst                                                                       | Kompozycja                                                  | Aranżacja                       | Długość |
| --- | ------------------------------------------------------------- | --------------------------------------------------------------------------- | ----------------------------------------------------------- | ------------------------------- | ------- |
| 1.  | „The Crown”                                                   | Lee Yoo-jin, danke (lalala Studio)                                          | Jake K (ARTiffect), Nick Kaelar, Andy Love                  | Jake K (ARTiffect), Nick Kaelar | 3:39    |
| 2.  | „Super Clap”                                                  | lalala Studio                                                               | Sebastian Thott, Andress Oberg, Ninos Hanna                 | Sebastian Thott                 | 3:29    |
| 3.  | „I Think I”                                                   | January 8, Jo Yoon-kyung, Eunhyuk                                           | Jo Yoon-kyung, Nermin Harambasic, Jakob Mihoubi, Rudi Daouk | Jo Yoon-kyung                   | 3:21    |
| 4.  | „Game”                                                        | ZNEE (153/Joombas), Jung Ku-ru & Kim Ji-soo (Jam Factory), Heechul, Eunhyuk | Davey Nate, ROVIN                                           | ROVIN                           | 3:37    |
| 5.  | „Somebody New”                                                | Seo Ji-eum                                                                  | Hyuk Shin, MRey (153/Joombas)                               | Hyuk Shin, MRey (153/Joombas)   | 3:22    |
| 6.  | „Skydive”                                                     | Lee Yoo-jin                                                                 | FRANTS, Drew Ryan Scott, Sean Michael Alexander             | FRANTS                          | 3:56    |
| 7.  | „Heads Up”                                                    | Jo Yoon-kyung                                                               | Alexander Karlsson, Alexej Viktorovitch, Sandra Lyng        | JeL                             | 3:17    |
| 8.  | „Stay with Me”                                                | seizetheday, Le'mon                                                         | Trippy, Le'mon                                              | Trippy                          | 3:11    |
| 9.  | „No Drama” (wyk. Leeteuk, Yesung, Eunhyuk, Ryeowook, Kyuhyun) | Leeteuk, Oneway                                                             | Leeteuk, Oneway                                             | Oneway, Jamie Llagan            | 3:18    |
| 10. | „Show”                                                        | Kim Dong-ryul                                                               | Kim Dong-ryul                                               | Lee Jae Myeong (ButterFly)      | 3:50    |

## Timeless
28 stycznia 2020 roku album został wydany ponownie pod nowym tytułem Timeless i zawierał dodatkowo cztery nowe utwory, w tym główny singel – „2YA2YAO”. Sprzedał się w liczbie ponad 118 627 egzemplarzy (stan na marzec 2020).

### Lista utworów
| CD  | CD                                                            | CD                                                                          | CD                                                          | CD                              | CD      |
| Nr  | Tytuł utworu                                                  | Tekst                                                                       | Kompozycja                                                  | Aranżacja                       | Długość |
| --- | ------------------------------------------------------------- | --------------------------------------------------------------------------- | ----------------------------------------------------------- | ------------------------------- | ------- |
| 1.  | „2YA2YAO!”                                                    | Zico                                                                        | Zico, Dem Jointz, Pop Time                                  | Zico, Dem Jointz, Pop Time      | 3:20    |
| 2.  | „The Crown”                                                   | Lee Yoo-jin, danke (lalala Studio)                                          | Jake K (ARTiffect), Nick Kaelar, Andy Love                  | Jake K (ARTiffect), Nick Kaelar | 3:39    |
| 3.  | „Ag-mong (Ticky Tocky)” (kor. 악몽 (Ticky Tocky))             | Hwang Yoo-bin                                                               | Jihad Rahmouni, DEEZ, Gregory G. Curtis II                  | Jihad Rahmouni, DEEZ            | 3:31    |
| 4.  | „Shadow (Chì xiá)” (chn. Shadow (赤霞))                       | Kim In-hyeong, Park Sung-hee (Jam Factory)                                  | Hyuk Shin, Joony, MRey (153/Joombas), Jeff Lewis, EVRYWHR   | Joony, MRey (153/Joombas)       | 3:29    |
| 5.  | „Super Clap”                                                  | lalala Studio                                                               | Sebastian Thott, Andress Oberg, Ninos Hanna                 | Sebastian Thott                 | 3:29    |
| 6.  | „I Think I”                                                   | January 8, Jo Yoon-kyung, Eunhyuk                                           | Jo Yoon-kyung, Nermin Harambasic, Jakob Mihoubi, Rudi Daouk | Jo Yoon-kyung                   | 3:21    |
| 7.  | „Game”                                                        | ZNEE (153/Joombas), Jung Ku-ru & Kim Ji-soo (Jam Factory), Heechul, Eunhyuk | Davey Nate, ROVIN                                           | ROVIN                           | 3:37    |
| 8.  | „Somebody New”                                                | Seo Ji-eum                                                                  | Hyuk Shin, MRey (153/Joombas)                               | Hyuk Shin, MRey (153/Joombas)   | 3:22    |
| 9.  | „Skydive”                                                     | Lee Yoo-jin                                                                 | FRANTS, Drew Ryan Scott, Sean Michael Alexander             | FRANTS                          | 3:56    |
| 10. | „Heads Up”                                                    | Jo Yoon-kyung                                                               | Alexander Karlsson, Alexej Viktorovitch, Sandra Lyng        | JeL                             | 3:17    |
| 11. | „Stay with Me”                                                | seizetheday, Le'mon                                                         | Trippy, Le'mon                                              | Trippy                          | 3:11    |
| 12. | „Rock Your Body” (wyk. Yesung, Eunhyuk, Donghae, Ryeowook)    | Donghae, J-Dub                                                              | Donghae, J-Dub                                              | J-Dub                           | 3:56    |
| 13. | „No Drama” (wyk. Leeteuk, Yesung, Eunhyuk, Ryeowook, Kyuhyun) | Leeteuk, Oneway                                                             | Leeteuk, Oneway                                             | Oneway, Jamie Llagan            | 3:18    |
| 14. | „Show”                                                        | Kim Dong-ryul                                                               | Kim Dong-ryul                                               | Lee Jae Myeong (ButterFly)      | 3:50    |

## Notowania

### Time Slip
| Lista                   | Pozycja |
| ----------------------- | ------- |
| Gaon Weekly Album Chart | 1       |
| Gaon Yearly Album Chart | 9       |
| Five Music (Tajwan)     | 3       |
| Billboard World Albums  | 9       |

### Timeless
| Lista                   | Pozycja |
| ----------------------- | ------- |
| Gaon Weekly Album Chart | 1       |
| Five Music (Tajwan)     | 1       |